# Kirjalaön
Kirjalaön (finn. Kirjalansaari) ist eine 49 km² große Insel im Schärenmeer vor der Südwestküste Finnlands. Sie liegt ca. 11 km Luftlinie südlich von Turku und gehört verwaltungsmäßig zur Stadt Pargas (Parainen). Auf der Insel liegen die Dörfer Nederkirjala, Kårkulla, Kårlax, Skogsvig, Kyrkäng, Fagerkulla, Bollböle, Nilsby, Lielax, Garsböle und Rövarnäs. Die wichtigsten Nachbarinseln sind Kuusisto im Norden, Lemlax im Süden und Ålön im Südwesten. Kuusisto und Ålön sind über Brücken erreichbar.